# Shuanghe (socken i Kina, Henan)
Shuanghe (kinesiska: 双河, 双河乡) är en socken i Kina. Den ligger i provinsen Henan, i den centrala delen av landet, omkring 260 kilometer söder om provinshuvudstaden Zhengzhou.
Genomsnittlig årsnederbörd är 1 148 millimeter. Den regnigaste månaden är augusti, med i genomsnitt 198 mm nederbörd, och den torraste är december, med 15 mm nederbörd.